# Thomas Szasz
Thomas Stephen Szasz (ur. jako Tamás István Szász 14 kwietnia 1920 w Budapeszcie, zm. 8 września 2012 w Manlius) – amerykański psychiatra i psychoanalityk węgierskiego pochodzenia, wykładowca akademicki, autor, działacz społeczny.
Od 1990 profesor emeritus psychiatrii w State University of New York Health Science Center w Syracuse w stanie Nowy Jork. Czołowy działacz ruchu antypsychiatrii, autor książek The Myth of Mental Illness (1960), Law, liberty, and psychiatry: an inquiry into the social uses of mental health practice (1963), The Manufacture of Madness: A Comparative Study of the Inquisition and the Mental Health Movement (1970). Jego podstawowe założenie było, iż szaleństwo, jako objaw chorób typu schizofrenii, jest po prostu metaforą.
W 1973 American Humanist Association przyznało mu tytuł „Humanist of the Year”.

## Koncepcje
W swojej pracy “Mit choroby psychicznej” na pytanie “Czy istnieje coś takiego, jak choroba psychiczna?” odpowiada przecząco i odpowiednio tę tezę argumentuje. Chorobę psychiczną rozumie jako wygodny mit, pojęcie, które przetrwało niezależnie od użyteczności oraz które (tak jak w przeszłości bóstwa i czarownice) jest niesłusznie uznawane za oczywiste przyczyny ogromnej ilości zjawisk, wydarzeń. Uważa, że choroby psychiczne, czy też zaburzenia psychiczne, nie są chorobami mózgu tylko behawioryzmem i nie można traktować ich na równi z chorobami somatycznymi, które są manifestacją nieprawidłowości funkcjonowania innych układów, narządów (np. skóry, wątroby itd.).
Szasz zwraca również uwagę na subiektywność diagnozowania chorób psychicznych. Zakładając, że choroba jest odchyleniem od pewnej jasno zdefiniowanej normy, w przypadku choroby psychicznej norma musi zostać określona przy użyciu koncepcji psycho-społecznych, etycznych i prawnych. Stwierdzenie, że dane zachowanie jest objawem psychicznym, wiąże się z dokonaniem oceny. Dana cecha zostanie uznana za nieprawidłową tylko w takim przypadku, kiedy druga osoba lub społeczeństwo ocenia ją jako nieprawidłową, odbiega ona od odgórnie przyjętych schematów, które zostały ustalone przez innych ludzi. Zwraca też uwagę na subiektywność terapii chorób psychicznych – różne leczenie zależy od poglądów psychoterapeuty – jego przekonań religijnych czy politycznych.
Szasz zauważa również ukryty konflikt, między naturą defektu a naturą lekarstwa – w przypadku chorób psychicznych, które mają charakter psycho-społeczny i etyczny, remedium poszukiwane jest w terminach miar medycznych.

### Państwo a medycyna[4]
Był obrońcą wolności indywidualnej, a za jej największe zagrożenie uważał sojusz między państwem a medycyną. Uważał, że gdy medycyna jest częścią państwa, funkcjonuje jako religia państwowa – ludzie bardziej wierzą w zdrowie niż zbawienie, w leki niż w modlitwę, w lekarzy niż w księży.
Zwracał uwagę, że edukacja medyczna jest całkowicie kontrolowana przez państwo – państwo finansuje studia medyczne, uczelnie muszą być zaakceptowane przez ministerstwo zdrowia, prawo wykonywania zawodu lekarza jest uzależnione od licencji przyznawanych przez państwo. Z drugiej strony lekarze służą państwu, przekazując dane na temat urodzeń i śmierci oraz kontrolując zachowania odbiegające od normy.
Za złe uważał stosowanie psychiatrii jako ścisłej specjalności medycznej, a przymusową hospitalizację, jako jawne pogwałcenie praw człowieka. Sugerował, że państwo nie powinno popierać tylko jednej formy edukacji medycznej oraz że medycyna naukowa powinna konkurować na wolnym rynku z osteopatią, homeopatią, nauczaniem chrześcijańskim itd. Standardy właściwej praktyki i terapii powinny być stanowione przez pracodawców, a wybór sposobu leczenia winien należeć do pacjenta. Był zwolennikiem zniesienia prawa wykonywania zawodu i zaprzestania używania recept. Uważał, że ludzie powinni nauczyć się chronić sami siebie i ponosić konsekwencje swoich decyzji.